# اوارت (میشیگان)
اوارت، میشیگان (به انگلیسی: Evart, Michigan) یک شهر در ایالات متحده آمریکا با جمعیت ۱٬۹۰۳ نفر است که در میشیگان واقع شده‌است.

## موقعیت جغرافیایی
موقعیت جغرافیایی شهرها و مناطق اطراف به شرح زیر است: